# أف3ك (ماسيج كرزيكوفسكي)
ماتشيج كرزيكوفسكي (من مواليد 1 أبريل 1991)،  يمتلك الاسم المستعار Av3k ( ‎'ævɪk‏ )،هو لاعب محترف في كوايك . لديه الجنسية البولندية ويقيم في أوسترودا .  يتنافس بنشاط في مسابقات كوايك الدولية وتم التعاقد معه من قبل شركة راذر وفريق الرياضة الإلكترونية الهولندي Serious Gaming والمنظمة الفرنسية الألفية، ولكنه الآن متعاقد مع منظمة نقطة النهاية البريطانية.    في 8 يوليو 2007، وفي سن السادسة عشر، أصبح أصغر بطل كوايك على الإطلاق بعد فوزه بكأس العالم للرياضات الإلكترونية 2007 في باريس دون خسارة خريطة واحدة. 

## روابط خارجية
- تصنيف ELO على QLRanks
- الملف الشخصي لـ Quake History
- التكوين على Gamingcfg

قالب:Quake series